# アルトゥル・ギースル・フォン・ギースリンゲン

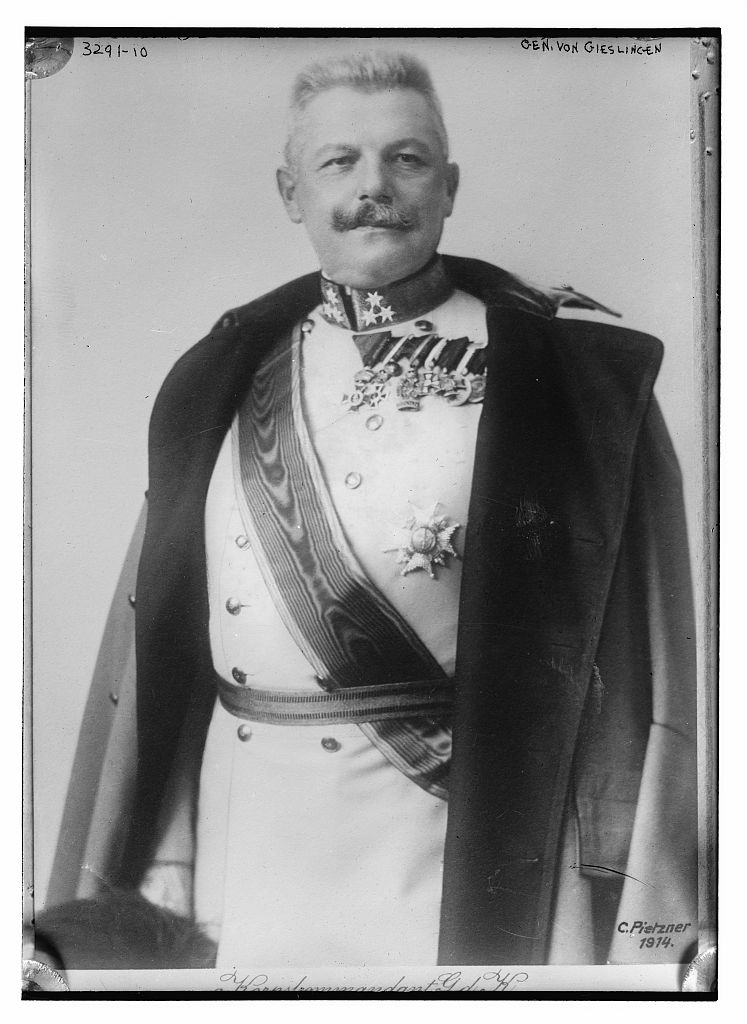

アルトゥル・ギースル・フォン・ギースリンゲン（ドイツ語: Arthur Giesl von Gieslingen、1857年6月19日 - 1935年12月3日）は、オーストリア＝ハンガリー帝国の軍人。騎兵大将。男爵。
クラクフ出身。父は国家憲兵総監。1875年、テレジア士官学校を卒業し、第2竜騎兵連隊に配属。1883年11月から第25歩兵師団本部に勤務。1887年4月からルドルフ大公の侍従武官となり、大公の側近となった。1891年から皇帝の侍従武官。1892年からレンブルクの騎兵師団本部に勤務。1898年6月、軍事省情報局長に任命。1903年4月から第10歩兵旅団長。1904年1月からテレジア士官学校長。1910年4月から第29歩兵師団（テレージエンシュタット）長。1912年10月、第8軍団（プラーク）長。
1912年、ギースリンゲンが情報局長に抜擢したアルフレート・レドル大佐がロシア帝国のスパイであることが発覚し、ギースリンゲンもこのスキャンダルに巻き込まれた。フランツ・フェルディナント大公は、ギースリンゲンの罷免を要求し、取調すら始まったが、フランツ・ヨーゼフ1世がこれを却下した。
第一次世界大戦勃発と共に、第8軍団はL.フランク将軍の第5軍の指揮下に入り、セルビア王国に対して行動した。第8軍団には、第9歩兵師団（V.フォン・ショイヘンシュトイエル）、第21在郷師団（プシボルスキ）が存在した。当初の攻勢において、第8軍団は大損害を被り、第21師団は事実上壊滅した。2次攻勢も失敗に終わり、ギースリンゲンはショイヘンシュトイエルと交代させられた。ここで再びレドル事件が蒸し返され、ギースリンゲンは予備役に編入された。
1919年1月1日、退役。1928年からテレジア士官学校の卒業生から成る「アルト・ノイシュタット」協会の総裁。